# Mathieu Valbuena
Mathieu Valbuena, född 28 september 1984, är en fransk professionell fotbollsspelare (mittfältare) som spelar för Olympiakos. Mellan 2006 och 2014 spelade han fler än 200 ligamatcher med Marseille. Han vann den franska ligan med klubben säsongen 2009-2010. 

## Klubbkarriär
Valbuena inledde sin karriär som junior i Bordeaux i början på 2000-talet men blev släppt på fri transfer när han var 18. Han blev istället erbjuden ett kontrakt med FC Libourne-Saint-Seurin där han under två säsonger spelade 53 ligamatcher och gjorde 10 mål. År 2006 skrev han ett treårskontrakt med Marseille. Den 11 augusti 2015 blev han klar för klubbens rival, Olympique Lyon.

## Landslagskarriär
Valbuena debuterade i det franska landslaget den 26 maj 2010 i en match mot Costa Rica och gjorde Frankrikes vinnande mål. Två dagar tidigare hade han tagits ut i Raymond Domenechs trupp till VM 2010.